# Pierre-Édouard Blondin
Pour les articles homonymes, voir Blondin.
Pierre-Édouard Blondin (14 décembre 1874-29 octobre 1943) fut un avocat, notaire et homme politique fédéral du Québec.

## Biographie
Né à Saint-François-du-Lac dans la région du Centre-du-Québec, il devint député du Parti conservateur dans la circonscription fédérale de Champlain en 1908. Réélu en 1911 et lors de l'élection partielle de 1914, il fut défait dans Laurier—Outremont par le libéral Pamphile Réal Du Tremblay en 1917. Cette défaite est attribuée à l'impopularité de la mesure de conscription au Québec.
En 1918, le premier ministre Robert Borden le nomme au poste de sénateur de la division des Laurentides. De 1930 à 1936, il est président du Sénat. Il mourut en fonction en 1943.
Durant son passage à la Chambre des communes, il a été ministre du Revenu intérieur de 1914 à 1915, Secrétaire d'État du Canada de 1915 à 1917, ministre des Mines de 1915 à 1917 et ministre des Postes de 1917 à 1921.